# Swerea IVF
Swerea IVF är ett forskningsinstitut som vänder sig till tillverkningsindustri inklusive textilindustri. Forskningen bedrivs i ett nära samarbete med industrin på både nationell och internationell nivå. Huvudkontoret ligger i Mölndal utanför Göteborg. Kontor finns också i Stockholm, Linköping, Trollhättan, Eskilstuna, Olofström och Oslo.
Institutet ingår i forskningskoncernen Swerea tillsammans med Swerea KIMAB, Swerea MEFOS, Swerea SICOMP och Swerea SWECAST. Swerea är en del av Rise Research Institutes of Sweden.

## Historik
Bildandet av Swerea IVF (Institutet för verkstadsteknisk forskning) har sin historiska bakgrund i flera olika forskningsinstitut. Svenska textilforskningsinstitutet (TEFO) grundades 1946 och blev senare Institutet för fiber- och polymerteknologi (IFP). 1956 grundades Svenska silikatforskningsinstitutet och blev senare Keraminstitutet. Institutet för verkstadsteknisk forskning (IVF) grundades 1964 och Plast- och gummitekniska institutet (PGI) 1977, som senare går samman med TEFO. 2005 blir Keraminstitutet en del av IVF. 
2004 bildas moderbolaget Swerea AB och införlivar under åren 2005-2012 bolagen KIMAB, MEFOS, IVF, SWECAST och SICOMP.

## Verksamhetsområden
För närvarande bedrivs forskning inom följande teknikområden:
- Arbetsmiljö
- Certifiering/direktiv
- Elektronikhårdvara
- Energi och miljö
- Keramer
- Modellering/simulering
- Polymera material
- Produktionsteknik
- Produktutveckling
- Små och medelstora företag
- Textil
- Tillverkningsprocesser

## Publikationer
Swerea IVF ger ut tidningen Teknik & Tillväxt. Teknik & Tillväxt är Swerea IVF:s nyhetsbrev och kundtidning som kommer ut 4 gånger per år. Den innehåller nyheter från Swerea IVF:s verksamhet och forskning samt artiklar om hur forskningsresultaten tillämpas i svensk industri.

## Exempel på områden där Swerea IVF gjort stora insatser
- Freonavveckling inom elektronikindustrin

- Avveckling av trikloretylen (tri) inom ytbehandlingsindustrin[1]

- Produktionsanpassade arbetsmiljöförbättringar[2]

- Blyfri lödning[3]

- Kvalitetsledningssystem[4][5]

- Införande av CAD/CAM-tekniken

- Införande av pulverlackering i stället för lösningsmedelsbaserad teknik

- Omställning av den traditionella tekoindustrin till dagens textilindustri

- Införande av Lean produktion, speciellt i små och medelstora företag

- Ekodesign och annat industrianpassat miljöarbete.[6]